# Le Mesnil-Saint-Denis
Le Mesnil-Saint-Denis é uma comuna francesa na região administrativa da Île-de-France, no departamento de Yvelines. A comuna possui 6528 habitantes segundo o censo de 1990.